# 阿卜杜拉·阿尔萨贝格
阿卜杜拉·阿尔萨贝格（挪威語：Abdullah Alsabeehg，1986年—）或按阿拉伯语读音译为阿卜杜拉·萨比赫，是挪威工党巴林裔政治家。2021年大选后，他当选为奥斯陆副市长。
他于2011年至2015年期间当选为奥斯陆市议员，并于2015年至2019年和2019年至2023年期间再次当选。阿尔萨贝格曾担任奥斯陆市议会交通与环境委员会、文化与教育委员会以及城市发展委员会工党派系领导人。他曾任工党全国执行委员会副主席，并于2012年3月至2013年4月期间担任全国执行委员会常任委员。
2019年大选后，阿尔萨贝格被市议会主席雷蒙·约翰森任命为市议会秘书，并在两个市议会部门提供政治领导：市议会文化、体育和志愿服务部以及市议会就业、融合和社会服务部。

## 生平
1980年代末，阿尔萨贝格作为难民来到挪威。他的父亲是巴林的一名反对派政治家，全家因政治原因逃离。他在奥斯陆的霍尔姆利亚长大。他拥有奥斯陆大学学院公共管理学士学位。2008年至2012年期间，他在奥斯陆大学学习阿拉伯语、历史和政治学。他的妻子是视觉艺术家阿米娜·萨汉 (Amina Sahan) ，他们育有一个孩子。

阿尔萨贝格多次出现在挪威媒体上，反对极端主义和激进主义。